# 1709
1709 (MDCCIX) byl rok, který dle gregoriánského kalendáře započal úterým.

## Události
- leden–březen –Velké mrazy a sněhové srážky od Francie po Rakousko. V Paříži zemřelo 24 000 lidí.
- leden–květen – války o dědictví španělské: mírová jednání v Haagu, francouzský král odmítl přistoupit na mírové podmínky protifrancouzské koalice
- 2. února – Byl zachráněn trosečník Alexander Selkirk, jedna z možných předloh pro postavu Robinsona Crusoe spisovatele Daniela Defoea.
- 11.–16. května – osmanská princezna Fatma Sultan je provdána na přání sultána Ahmeda III. za Silahdar Ali Pašu
- 8. července – V bitvě u Poltavy, rozhodující bitvě severní války, porazila ruská armáda švédská vojska.
- 27. července – Abdikoval japonský císař Higašijama a na trůn nastoupil Nakamikado.
- 11. září – V bitvě u Malplaquet, nejkrvavější bitvě války o španělské dědictví, zahynulo přes 30 000 mužů. Střet alianční armády a francouzských vojsk skončil nerozhodně.

### Probíhající události
- 1700–1721 – Severní válka
- 1701–1714 – Válka o španělské dědictví
- 1708–1709 – Švédské tažení do Ruska

## Vědy a umění
- 8. srpna – Portugalský fyzik Don Guzman předvedl v Lisabonu první let horkovzdušným balonem.
- 1709–1735 Abraham Darby I využíval při výrobě železa kamenného uhlí a koksu.

## Narození

### Česko
- 1. března – Josef Antonín Gurecký, hudební skladatel a houslista († 27. března 1769)
- 7. července – Ondřej Zahner, sochař bavorského původu († 6. února 1752)
- 22. listopadu – František Benda, skladatel a houslový virtuóz († 7. března 1786)
- 1. prosince – František Xaver Richter, houslista a hudební skladatel († 12. září 1789)
- neznámé datum – Jan Antonín Quitainer, řezbář a sochař († 1765)

### Svět

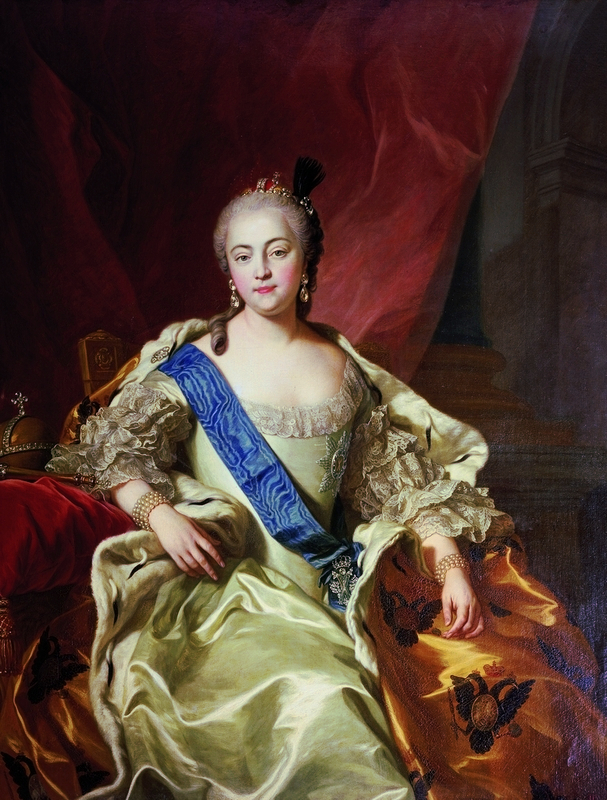
Alžběta Petrovna (* 29. prosince)

- 7. února – Charles de Brosses, francouzský badatel († 7. května 1777)
- 16. února – Charles Avison, britský hudební skladatel († 10. května 1770)
- 24. února – Jacques de Vaucanson, francouzský vynálezce († 21. listopadu 1782)
- 14. března – Gabriel Bonnot de Mably, francouzský historik († 2. dubna 1785)
- 2. června – Kašpar Gschwandtner, bavorský zlatník působící v Čechách († 1. října 1765)
- 25. června – Francesco Araja, italský hudební skladatel († 1770)
- 3. července – Vilemína Pruská, pruská princezna († 14. října 1758)
- 8. září – Christoph Friedrich Tresenreuter, evangelický kazatel († 5. ledna 1746)
- 18. září – Samuel Johnson, anglický básník a literární kritik († 13. prosince 1784)
- 24. září – John Cleland, anglický spisovatel, autor prvního pornografického románu († 23. ledna 1789)
- 9. října – Jean-Baptiste de Belloy, francouzský arcibiskup († 10. června 1808)
- 2. listopadu – Anna Hannoverská, britská princezna († 12. ledna 1759)
- 23. listopadu – Julien Offray de La Mettrie, francouzský lékař a filosof († 11. listopadu 1751)
- 11. prosince – Luisa Alžběta Orleánská, španělská královna, manželka Ludvíka I. († 16. června 1742)
- 29. prosince – Alžběta Petrovna, ruská carevna († 5. ledna 1762)
- neznámé datum – Levin Möller, švédský luteránský teolog a matematik († 22. listopadu 1768)

## Úmrtí

### Česko
- 15. února – Maxmilián Adam z Lichtenštejna-Kastelkornu, probošt brněnské kapituly (pokřtěn 18. června 1647)
- 25. března – Norbert Želecký z Počenic, opat premonstrátského kláštera Hradisko u Olomouce (* 1649)
- 12. dubna – Jaroslav Ignác Šternberk, litoměřický biskup (* 23. května 1643)
- 21. června – František Jakub Santini-Aichel, kameník (* duben 1680)

### Svět
- 24. ledna

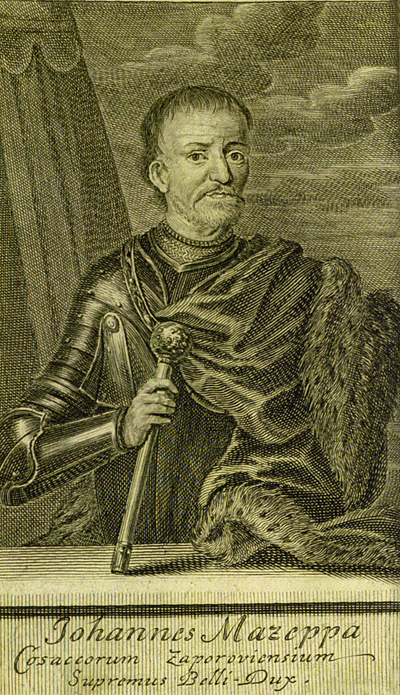
Ivan Mazepa († 22. září)

  - George Rooke, britský admirál (* 1650)
  - Bonne de Pons d'Heudicourt, francouzská šlechtična a milenka krále Ludvíka XIV. (* 1644)
- 03. února – Nicola Saggio, italský řeholník, blahoslavený (* 6. ledna 1650)
- 08. února – Giuseppe Torelli, italský hudební skladatel (* 22. dubna 1658)
- 11. února – Luisa Hollandina Falcká, falcká princezna, abatyše kláštera Maubuisson a malířka (* 18. dubna 1622)
- 30. června – Edward Lhuyd, velšský přírodovědec (* 1660)
- 17. července – Pascal Collasse, francouzský hudební skladatel (pokřtěn 22. ledna 1649)
- 18. července – Antonio Franchi, italský malíř a teoretik umění baroka (* 14. července 1638)
- 04. srpna – Alžběta Amálie Hesensko-Darmstadtská, německá šlechtična a falcká kurfiřtka (* 20. března 1635)
- 24. srpna – Alžběta Dorotea Sasko-Gothajsko-Altenburská, německá princezna (* 8. ledna 1640)
- 31. srpna – Andrea Pozzo, italský barokní malíř (* 30. listopadu 1642)
- 13. září – Cristofaro Caresana, italský hudební skladatel (* asi 1640)
- 22. září – Ivan Mazepa, ukrajinský hejtman (* 1639)
- 09. října – Barbara Palmerová, hraběnka z Castlemaine a vévodkyně z Clevelandu, milenka anglického krále Karla II. Stuarta (* 27. listopadu 1640)
- 07. prosince – Meindert Hobbema, nizozemský malíř (* 31. října 1638)
- 08. prosince – Thomas Corneille, francouzský dramatik (* 28. listopadu 1632)
- 16. prosince – Jakub Kray, slovenský právník a politik (* 24. dubna 1661)

## Hlavy států
- Dánsko-Norsko – Frederik IV. (1699–1730)
- Francie – Ludvík XIV. (1643–1715)
- Habsburská monarchie – Josef I. (1705–1711)
- Osmanská říše – Ahmed III. (1703–1730)
- Polsko – Stanislav I. Leszczyński  (1704–1709) / August II. (1709–1733)
- Portugalsko – Jan V. (1706–1750)
- Prusko – Fridrich I. (1688–1713)
- Rusko – Petr I. (1682–1725)
- Španělsko – Filip V. (1700–1724)
- Švédsko – Karel XII. (1697–1718)
- Velká Británie – Anna Stuartovna (1702–1714)
- Papež – Klement XI. (1700–1721)
- Japonsko – Higašijama (1687–1709) / Nakamikado (1709–1735)
- Perská říše – Husajn Šáh (1694–1722)